# Властіслав
Властіслав (чеськ. Vlastislav) — легендарний князь лучан (головне місто Жатець на річці Огрже). Син легендарного чеського князя Войєна і брат чеського князя Вніслава. Представник чеської князівської династії Пршемисловичів, один з нащадків Пржемисла Орача.
«Чеська хроніка» Козьми Празького і Далімілова хроніка, не сходяться щодо того, що відбувалося після смерті князя Нєзамисла.
Козьма пише: «Луко поступилося владу князю Неклану, чиє військо розгромило армію Властіслава в Турско».
Даліміл пише: «За переказами населення Луко було чеським плем'ям, яким правили Пржемисловичі».

## Згадка в хроніці Козьми
Одного разу Властіслав, князь лучан, пішов на чеського князя Неклана з війною і осадив його замок Лівий Градець. Неклан не мав бажання воювати і намагався укласти мир з Властіславом. Однак радник Неклана, воїн Тір, попросив князівські обладунки. Тір вирушив в бій і змусив лучан подумати, що чехів веде сам князь Неклан. У битві Тір був вбитий, але війська Неклана здобули перемогу і майже повністю знищили військо лучан (тільки одна людина, за легендою, врятувався завдяки відьмі).